# 225 Liberty Street
225 Liberty Street, tidigare Two World Financial Center, är en skyskrapa i komplexet Brookfield Place (tidigare World Financial Center) direkt väster om World Trade Center på nedre Manhattan i New York, USA. Skyskrapan används som kontorsfastighet och har hyresgäster såsom Bank of New York Mellon och Time Inc. som har sina huvudkontor här. Övriga företag med kontor i byggnaden är Commerzbank AG, First Data Corporation, Hudson's Bay Company, Massmutual och State Street Corporation.
Skyskrapan färdigställdes 1987 med en byggkostnad på $800 miljoner.
225 Liberty Street står, liksom syskonbyggnaden 200 Vesey Street och Winter Garden, nära där tvillingtornen stod i det gamla World Trade Center-komplexet och skadades svårt av rasmassor från tornen som kollapsade till följd av en terrorattack den 11 september 2001. Den kunde dock renoveras och öppnades åter i maj 2002.